# 永野川
永野川（ながのがわ、ながのかわ）は、栃木県南部を流れる利根川水系巴波川支流の一級河川。巴波川の支流としては最長である。

## 流路と自然
水源は鹿沼市粟野町尾出山。その後栃木市内を南下し、小山市中里と栃木市大平町伯仲の境界付近で巴波川に合流する。
上流では百川渓谷と呼ばれる渓谷を形成しているほか、栃木市岩出町の河原では永野川緑地公園が整備され、市民の憩いの場となっている。河川延長は約50 kmと、本川である巴波川の28.5 kmよりも長い。

## 流域の自治体
栃木県
鹿沼市、栃木市、小山市

## 支流
- 出流川
- 藤川
- 赤津川

## 橋梁
上流より 
- 永原橋（栃木県道199号上永野下永野線）
- （栃木県道199号上永野下永野線）
- 寺岐橋
- 名称不明
- 倉本橋
- 星野橋[6]（栃木県道32号栃木粕尾線）
- 山口橋[7]
- 牛落橋
- 名称不明
- 熊下橋（栃木県道32号栃木粕尾線）
- 寺尾橋
- 新田橋
- 鍋山橋（栃木県道202号仙波鍋山線）
- 藤沢橋
- 大久保橋
- 永倉橋
- 和田橋
- 尻内橋（国道293号）
- 千塚橋
- 百相橋[7]
- 宮の橋
- 永野川橋（東北自動車道）
- 対嶺橋（栃木県道75号栃木佐野線）
- 大砂橋
- 大岩橋
- 上人橋
- 高橋
- 睦橋
- 二杉橋（栃木県道269号太平山公園線）
- 大柳橋
- 両毛線
- 大平橋
- 永久橋 - 旧橋
- 永久橋（栃木県道11号栃木藤岡線）
- 東武日光線
- 川谷橋
- 諏訪橋
- 山下橋（栃木県道253号借宿八幡線）
- 町田橋
- 永豊橋（栃木県道311号小山大平線）
- 両明橋
- 永輪橋
- 千部橋（栃木県道36号岩舟小山線）
- 旧千部橋 - 流失[8][9]
- 新永野川橋（国道50号）
- 堀ノ内橋
- 伯楽橋
- 新落合橋
- 落合橋